# FOSL2
FOSL2 (англ. FOS like 2, AP-1 transcription factor subunit) – білок, який кодується однойменним геном, розташованим у людей на короткому плечі 2-ї хромосоми.  Довжина поліпептидного ланцюга білка становить 326 амінокислот, а молекулярна маса — 35 193.
| 10         |  | 20         |  | 30         |  | 40         |  | 50         |
| ---------- |  | ---------- |  | ---------- |  | ---------- |  | ---------- |
| MYQDYPGNFD |  | TSSRGSSGSP |  | AHAESYSSGG |  | GGQQKFRVDM |  | PGSGSAFIPT |
| INAITTSQDL |  | QWMVQPTVIT |  | SMSNPYPRSH |  | PYSPLPGLAS |  | VPGHMALPRP |
| GVIKTIGTTV |  | GRRRRDEQLS |  | PEEEEKRRIR |  | RERNKLAAAK |  | CRNRRRELTE |
| KLQAETEELE |  | EEKSGLQKEI |  | AELQKEKEKL |  | EFMLVAHGPV |  | CKISPEERRS |
| PPAPGLQPMR |  | SGGGSVGAVV |  | VKQEPLEEDS |  | PSSSSAGLDK |  | AQRSVIKPIS |
| IAGGFYGEEP |  | LHTPIVVTST |  | PAVTPGTSNL |  | VFTYPSVLEQ |  | ESPASPSESC |
| SKAHRRSSSS |  | GDQSSDSLNS |  | PTLLAL     |  |            |  |            |

A: Аланін

C: Цистеїн

D: Аспарагінова кислота

E: Глутамінова кислота

F: Фенілаланін

G: Гліцин

H: Гістидин

I: Ізолейцин

K: Лізин

L: Лейцин

M: Метіонін

N: Аспарагін

P: Пролін

Q: Глутамін

R: Аргінін

S: Серин

T: Треонін

V: Валін

W: Триптофан

Кодований геном білок за функцією належить до фосфопротеїнів. 
Задіяний у таких біологічних процесах як транскрипція, регуляція транскрипції, ацетиляція, альтернативний сплайсинг. 
Білок має сайт для зв'язування з ДНК. 
Локалізований у ядрі.